# Pablo Armando Fernández
Pour les articles homonymes, voir Fernández.
Pablo Armando Fernández, né à Central Delicias (Cuba) le 2 mars 1930 et mort le 3 novembre 2021 à La Havane, est un écrivain cubain. Il écrit des poèmes, des romans, des œuvres théâtrales et des essais.
Il vit en exil aux États-Unis de 1945 à 1959, jusqu'à la révolution cubaine. Son œuvre commence avec des thématiques intimistes, pour devenir plus sociale plus tard.

## Œuvres
- Salterio y lamentación (1953)
- Nuevos poemas (1955)
- Himnos (1961)
- El libro de los héroes (1964)
- Campo de amor y de batalla (1984)
- El sueño, la razón (1988)
- Los niños se despiden (1963)
- El vientre del pez (1989)